# Stilobezzia dryadum
Stilobezzia dryadum är en tvåvingeart som beskrevs av John William Scott Macfie 1940. Stilobezzia dryadum ingår i släktet Stilobezzia och familjen svidknott. Inga underarter finns listade i Catalogue of Life.